# Complessometria
In chimica, la complessometria è l'analisi volumetrica che sfrutta reazioni di complessazione dando origine a complessi.
In complessometria si utilizza comunemente come titolante l'EDTA (acido etilendiamminotetraacetico) sotto forma del suo sale bisodico idrato (Na2H2EDTA . 2H2O).
Si utilizza EDTA perché ha la caratteristica di reagire, formando complessi stabili (in questo caso si tratta di chelati) con tutti gli ioni metallici,  in rapporto stechiometrico 1:1 (ad eccezione di cationi monovalenti quali Li+, Na+ e K+), indipendentemente dalla carica di questi. 
La carica del complesso che andrà a formarsi è data dalla somma algebrica delle cariche del catione metallico e dell'EDTA.
Me2+ + H2EDTA2- → MeEDTA2- + 2H+
Me3+ + H2EDTA2- → MeEDTA- + 2H+
Me4+ + H2EDTA2- → MeEDTA + 2H+
n Me2+ = n EDTA
Men+= (M x l)EDTA / lMen+
gMen+= (M x l)EDTA x PAMen+
n indica il numero di moli, M la molarità della soluzione di EDTA utilizzata e l è il volume (in litri) di EDTA consumato.
Si deve operare a pH basici, evitando sia i valori di pH troppo elevati che possano far precipitare il catione sotto forma di idrossido, sia quelli troppo bassi, cioè quelli al di sotto del valore minimo necessario (valore che è indicato dalla curva di Ringbom) per avere una titolazione efficace.
Gli indicatori utilizzati in complessometria sono indicatori metallocromici, coloranti organici a leggera caratteristica acida e che devono avere anche la caratteristica di formare complessi stabili con il metallo e, ovviamente, colorati e che siano meno stabili del complesso metallo-EDTA. 
Avendo la caratteristica acida si utilizzeranno soluzioni tampone adatte alla titolazione; in particolare si usa un tampone ammonio/ammoniacale che mantiene il pH intorno ad un valore di 10.

## Metodi di titolazione complessometrica con EDTA

### Metodo diretto
Si preleva un volume noto di campione e lo si pone in beuta, si aggiunge la soluzione tampone, si diluisce un po' con acqua distillata e si aggiunge la minima quantità di indicatore; quindi si titola con EDTA. 
Ecco ad esempio due classiche applicazioni:
- Titolazione del  Ca2+: 20 ml di campione di Ca2+ + 1 ml di KOH o NaOH 4M + indicatore calcone. Si titola a pH 12. Titolare con EDTA;

- Titolazione del Mg2+: 20 ml di campione di Mg2+ + 5 ml di ammoniaca + indicatore NET a pH = 10. Titolare con EDTA.

Negli indicatori è presente un metallo, l'EDTA complessa in un primo tempo tutti gli ioni metallici liberi nella soluzione in esame, poi, dopo aver esaurito gli ioni liberi nella soluzione, complessa anche l'atomo di metallo presente nell'indicatore, il quale vira (cambiamento di colore)

### Retrotitolazione
Si utilizza nel caso in cui:
- non ci sia un indicatore idoneo
- la reazione tra analita ed EDTA sia lenta
- l'analita formi un precipitato al pH richiesto per la sua titolazione (es.: idrossidi).

Alla soluzione con analita viene aggiunto un eccesso noto di EDTA e si retrotitola con soluzione standard di Zn o Mg (che formano un complesso con l'EDTA meno stabile di quello con l'analita)

### Titolazione per spostamento totale
Si utilizza nel caso in cui:
- Non ci sia nessun indicatore disponibile.

Nell'esempio specifico la soluzione è a pH=10, valore al quale non è disponibile un indicatore per il Ca2+. Alla soluzione dell'analita si aggiunge un eccesso ignoto del complesso MgEDTA2-. Se l'analita forma un complesso più stabile di quello con il Mg, avviene la reazione di spostamento. Il catione liberato Mg2+ viene titolato con EDTA:
Ca2+ + MgY2- → CaY2- + Mg2+
Il Calcio riesce a spostare il Magnesio dal complesso con EDTA perché la Kf  è superiore. La reazione risulta spostata completamente a destra, ne consegue che il Mg2+ libero in soluzione è equivalente al Ca2+ libero prima dello spostamento. Si esegue dunque la titolazione del Mg2+:
Mg2+ + In → MgIn
Mg2+ + Y4- → MgY2-
MgIn + Y4- → MgY2- + In
L'indicatore utilizzato è il NET, il punto finale della titolazione è evidenziato dal viraggio dal rosso/viola al blu.

### Titolazione per spostamento parziale
Si utilizza nel caso in cui:
- Non ci sia nessun indicatore disponibile.

Rispetto alla metodica precedente si ha un minor consumo di reattivi. Si aggiunge una piccola porzione di MgY2- alla soluzione di Ca2+, il necessario per reagire con l'indicatore.
Ca2+ + MgY2- ↔ CaY2- + Mg2+
Mg2+ + In ↔ MgIn
Aggiungendo EDTA vengono titolati in sequenza, il Ca2+, una piccola quantità di Mg2+ libero che non ha reagito con In, e il MgIn.
Ca2+ + Y4- → CaY2-
Mg2+ + Y4- → MgY2-
MgIn + Y4- → MgY2- + In